# محمد جاسم المديرس
```
المستشار / 
محمد جاسم المديرس
 رئيس منظمة الوحدة العربية الأفريقية للإغاثة وحقوق 
الإنسان
 ومكافحة الإرهاب 
بباريس
.
[
2
]
```

## السيرة الذاتية
المستشار / محمد جاسم محمد المديرس.. من مواليد الكويت، رجل أعمال، وناشط في مجال حقوق الإنسان ومكافحة الإرهاب، وكاتب صحفي في عدة صحف، حاصل على عدة شهادات وتكريمات دولية، ومؤلف كتاب «إلي أغلي البشر أمي»، له الكثير من الأقتراحات العلمية والأمنية في جميع المجالات الخاصة للتنمية البشرية المدنية، وحضر العديد من المؤتمرات والتكريمات في الكثير من الدول..

## المناصب
- مستشارآ بالمحكمة العربية للتحكيم الدولي.[3]
- مستشارآ وعضوآ في الإتلاف العربي للمؤسسات القانونية والمجلس العربي للقضاء العرفي.
- عضو في اتحاد المحامين الأفروآسيوي لحقوق الإنسان.[4]
- عضو مؤسس وخبير في الاتحاد العربي للتحكيم.
- سفير السلام ومكافحة الإرهاب في منظمة الوحدة العربية الأفريقية.
- سفيرا للمجلس العربي الأفروآسيوي (للتعاون الدولي والعلاقات الدبلوماسية).
- أمين عام منظمة الوحدة العربية للإغاثة وحقوق الإنسان ومكافحة الإرهاب (فرع باريس).
- سفير منظمة أنباء الأمم المتحدة (فرع لندن).
- عضو مجلس إدارة في الاتحاد العربي لمكافحة التزوير والتزييف.
- سفير للشؤون السياسية والخارجية في المجلس العربي الأفريقي للتكامل والتنمية.
- عضو وكالة أنباء الأمم المتحدة.
- سفير اتحاد الخليج العربي للتنمية والتدريب والاستشارات.
- سفير السلام وحقوق الإنسان (المؤسسة العربية) للعلاقات الدبلوماسية وحقوق الإنسان.
- سفير مؤسسة التضامن المصري والعربي..
- عضو جمعية الصحافيين الكويتية..
- عضو غرفة التجارة والصناعة الكويتية..

## المؤهلات الأكاديمية
- دكتوراه فخرية من الأكاديمية الأمريكية للعلوم والتكنولوجيا.
- ماجستير التحكيم تحت إشراف جامعة القاهرة.
- دبلومة في صياغة عقود التحكيم من الأكاديمية البريطانية لعلوم والتكنولوجيا.
- دبلومة في فن الأتيكيت والبروتوكول.
- دبلومة في إعداد السفراء.
- دبلومة في التعاون الدولي الدبلوماسي.
- دبلومة من المجلس العربي للقضاء العرفي.
- حاصل على شهادات التميز من المنظمة العربية الأفريقية.
- حاصل على شهادة من المجلس العربي الأفريقي (تقدير).

## التكريمات
- حاصل على درع من منظمة أنباء الأمم المتحدة (درع التميز).
- حاصل على درع من أنباء الأمم المتحدة (درع التكريم العربي).
- حاصل على درع من المجلس العربي الأفروآسيوي للتعاون الدولي والعلاقات الدبلوماسية.
- حاصل علي درع من التضامن المصري العربي (درع التميز)
- حاصل علي درع مؤتمر دور الإعلام التربوي.
- حاصل على درع المجلس العربي الأفريقي للتكامل والتمنية.
- حاصل على درع الملتقي العربي الأفريقي.[5]